# Когда на Земле царили динозавры
«Когда на Земле царили динозавры» (англ. When Dinosaurs Ruled The Earth) — фильм режиссёра Вэла Геста.

## Сюжет
Фильм повествует о времени, когда на земле жили динозавры, а люди объединялись в племена, чтобы выжить. Племя жителей скал поклоняется богу солнца, в жертву которому приносят девушек со светлыми волосами. Из-за стечения обстоятельств (вспышки на Солнце и бури) девушке Санне, которая была предназначена в качестве очередной жертвы богу, удается бежать. Она попадает в племя, живущее в песках, где покоряет своей красотой вождя племени. Мстительные женщины этого племени изгоняют Санну. Она попадает в джунгли, где становится дочерью динозавра и сестрой его маленького детеныша.

## В ролях
- Виктория Ветри — Санна
- Робин Хаудон — Тара
- Патрик Аллен — Кингсор
- Шон Кэффри — Канэ
- Магда Конопка — Улидо
- Дрюи Хенли — Каку
- Имоджен Хассалл — Аяк
- Патрик Холт — Аммон
- Джен Россини
- Кэрол Хоукинс — Яни
- Мария О'Брайен — Ома
- Конни Тилтон
- Мэгги Линтон
- Джимми Лодж
- Билли Корнелиус

## Съёмочная группа
- Режиссёр: Вэл Гест
- Автор сценария: Вэл Гест и Джеймс Баллард
- Продюсер: Аида Янг
- Сценарист: Вэл Гест

## Награды
- В 1972 году фильм номинировался на премию «Оскар» за лучшие визуальные эффекты